# Poterie d'Impruneta
La poterie d'Impruneta (en italien : cotto dell'Impruneta ou cotto di Impruneta) regroupe les productions en terre cuite façonnées depuis le Moyen Âge dans la région d'Impruneta, au sud de Florence.

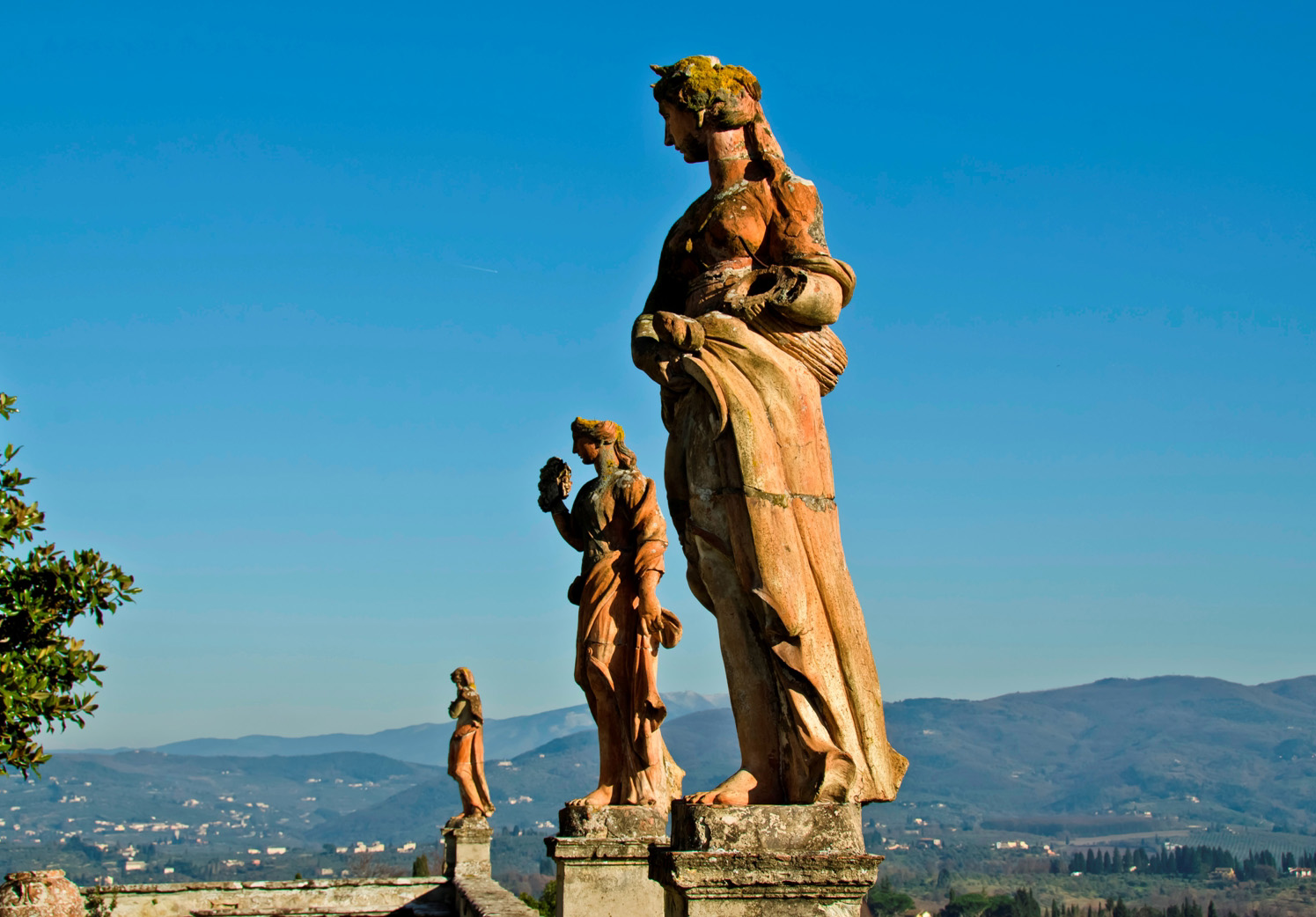
Statues sur la terrasse de la villa Corsini.

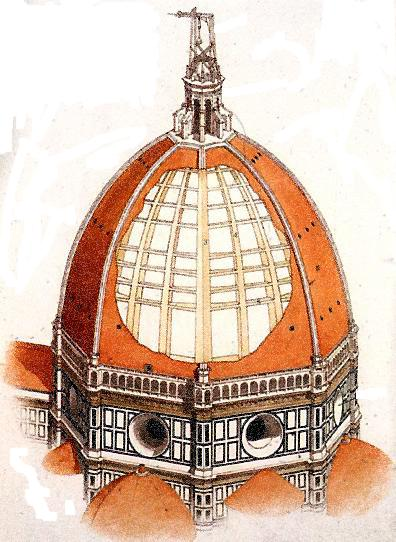
Croquis de la coupole de Santa Maria del Fiore recouverte de briques d'Impruneta.

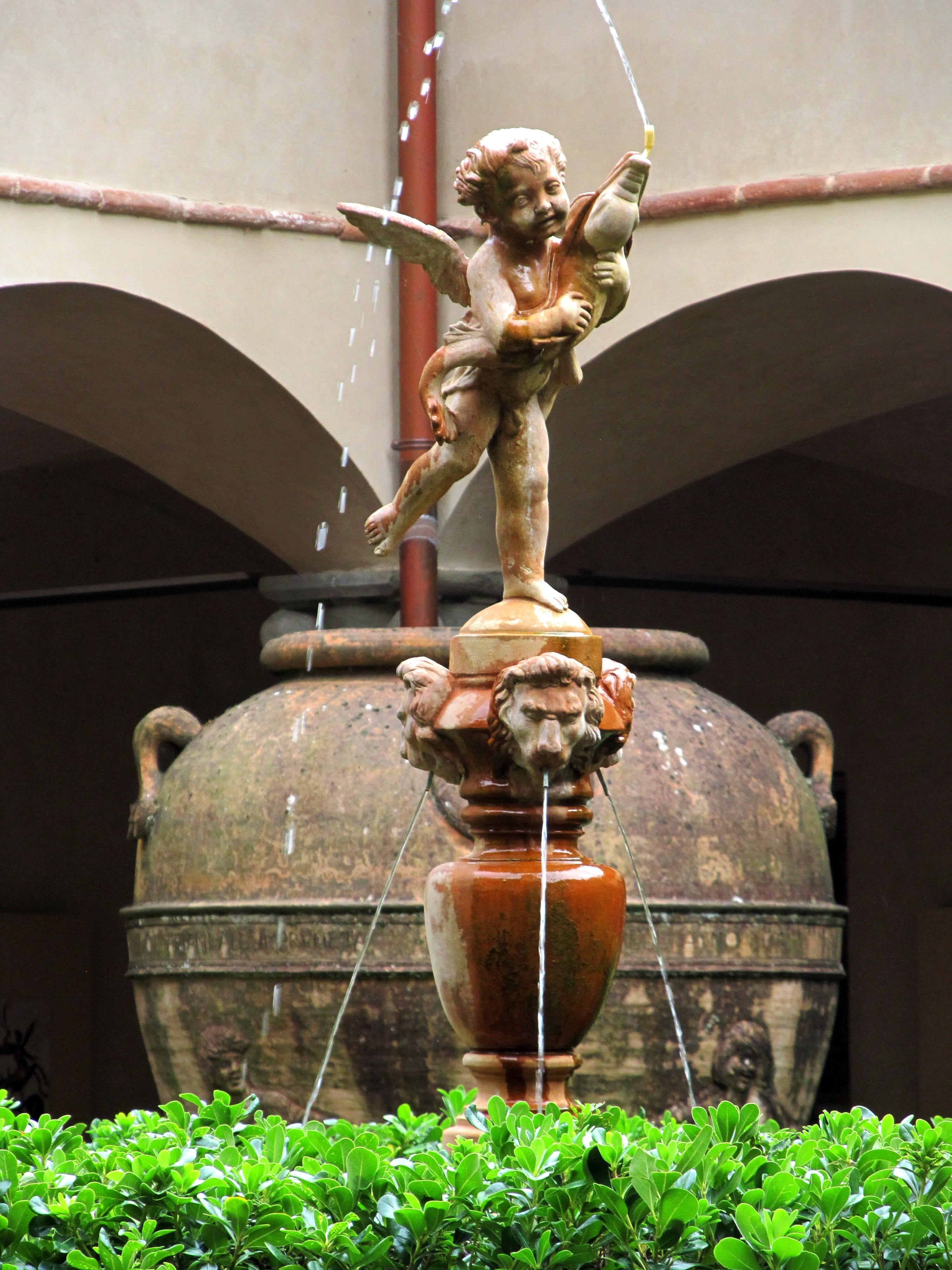
Fontaine et orcio dans le cloître du Sanctuaire Santa Maria dell'Impruneta.

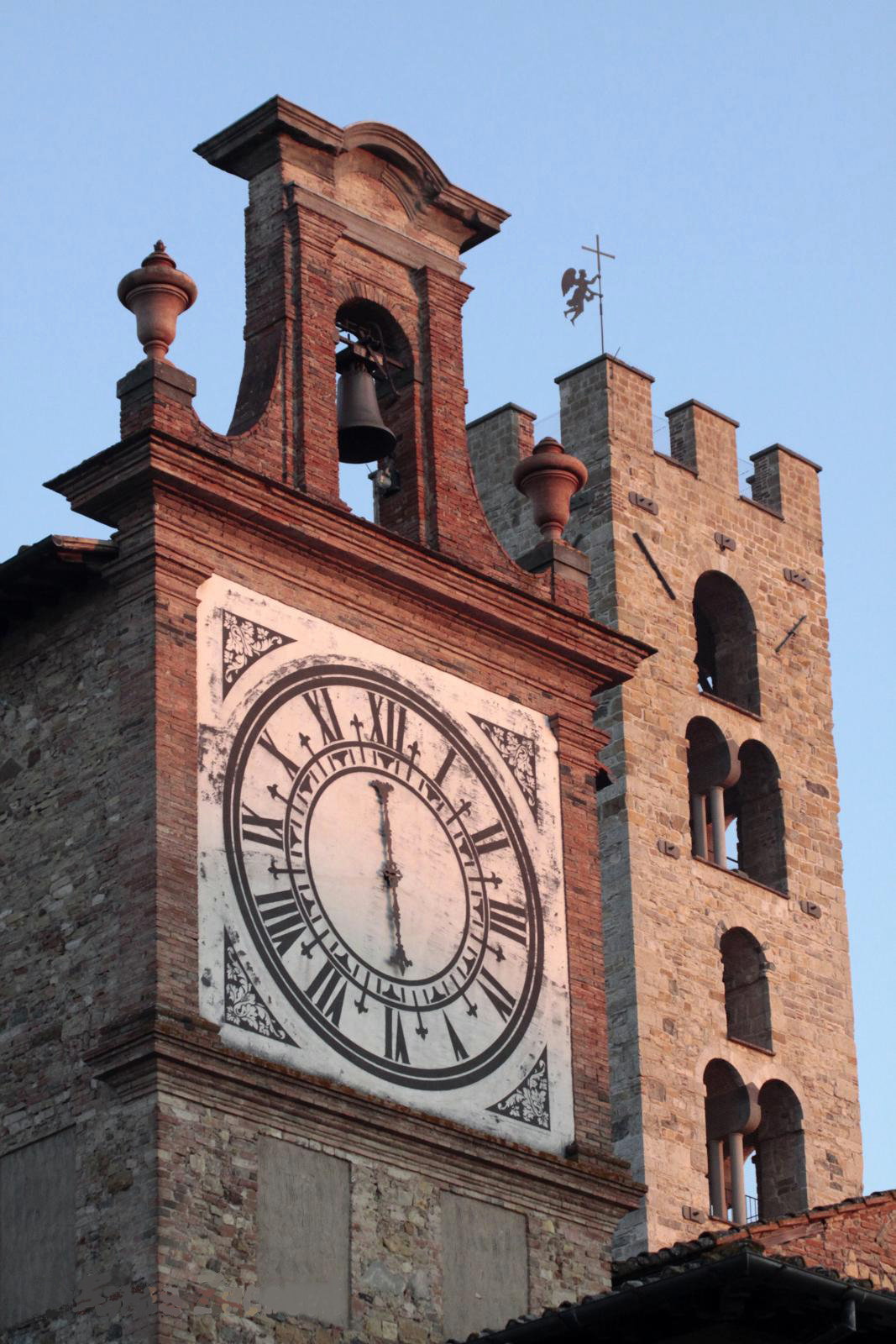
L'horloge de la basilique d'Impruneta.

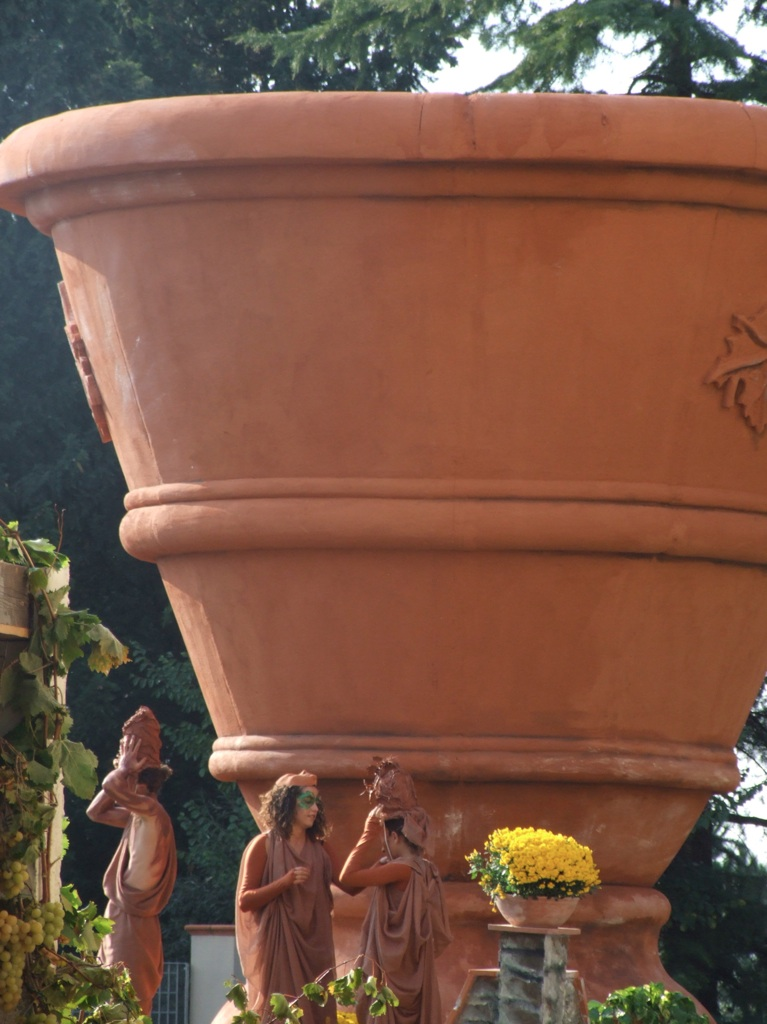
Char carnavalesque réalisé lors de la Fête du raisin.

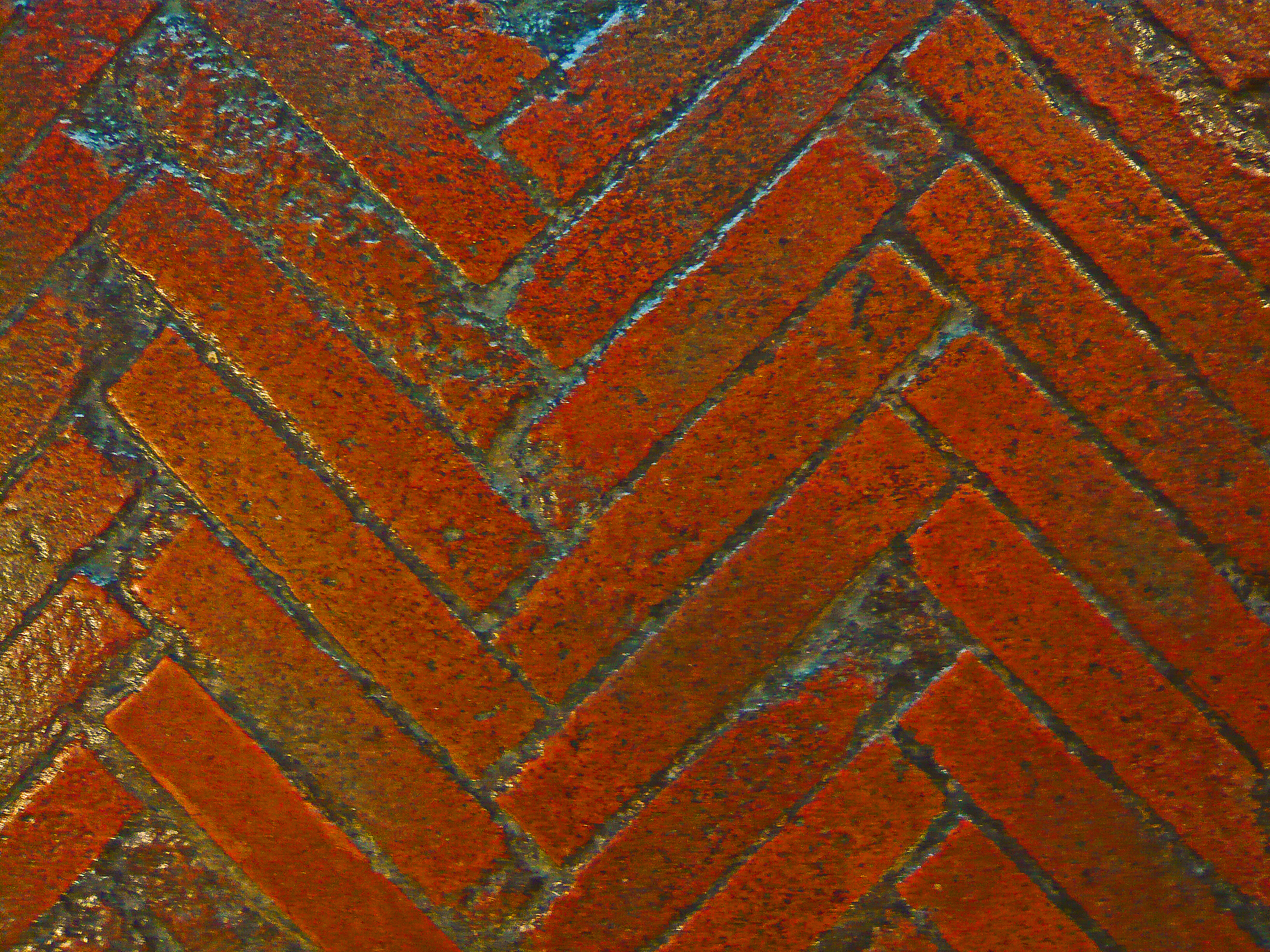
Ancien pavage de briques.

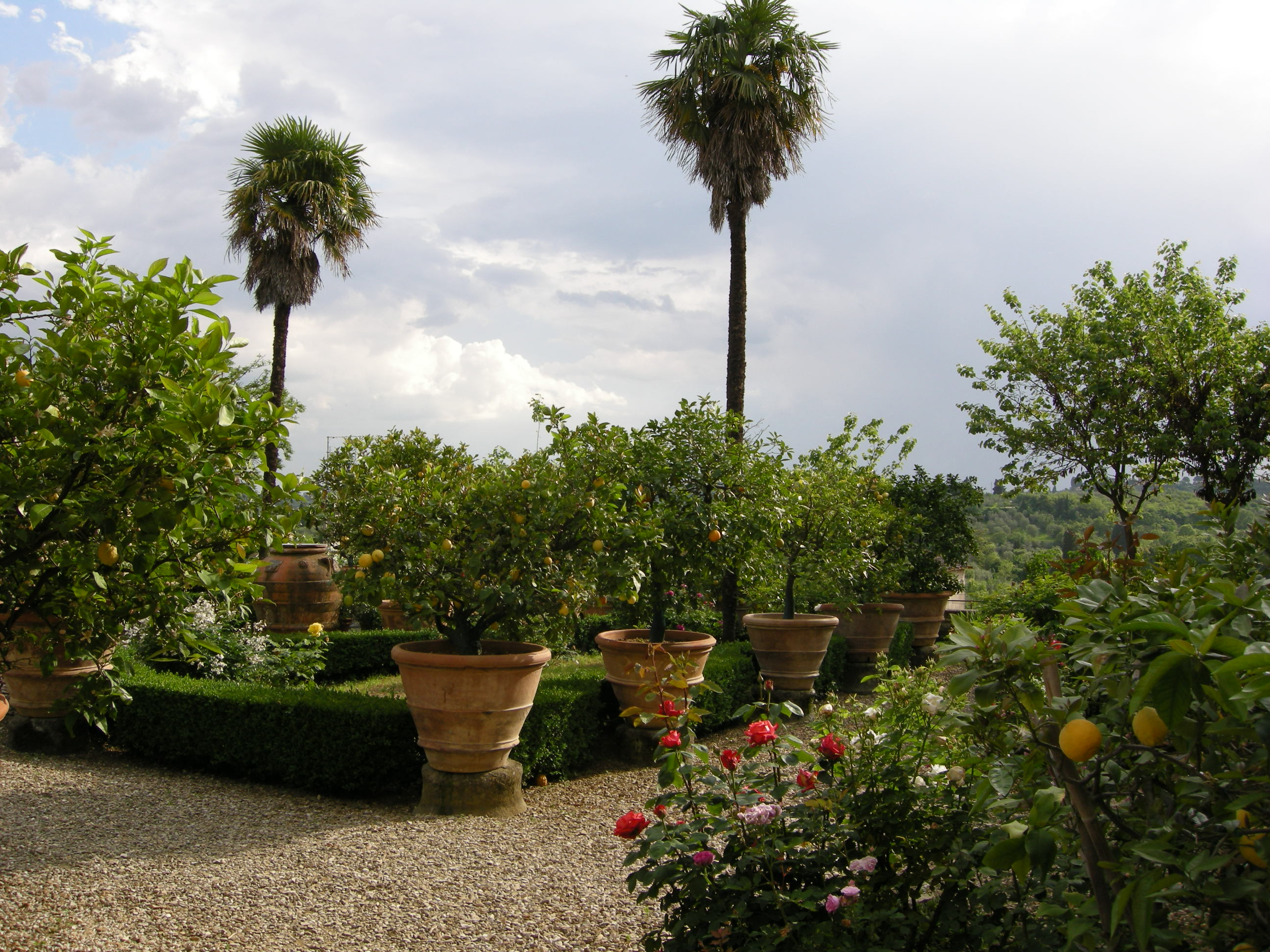
Villa Il Riposo, jardin et pots d'Impruneta

## Historique
La production de poterie d'argile, jarres pour l’huile ou pour le grain, amphores, briques et tuiles pour la construction, dans la péninsule italienne remonte à l'antiquité.
Les premiers documents attestant de la réalisation de matériaux en terre cuite dans certaines zones du Chianti remontent au XIe siècle ; un document authentifié de 1098 donne des indications sur des tuiliers travaillant sur le territoire d’Impruneta. Il existait déjà en 1308 une corporation locale réunissant les artisans constructeurs de jarres et de cruches qui protégeait et réglementait la production des terres cuites. Les archives municipales et les archives paroissiales d’Impruneta, ainsi que les archives d’État de Florence conservent de nombreuses sources documentaires. Celles-ci montrent comment la production de terre cuite, du XVe siècle jusqu’à nos jours, a caractérisé non seulement l’économie, mais aussi la vie sociale du territoire d’Impruneta et est devenue l’élément fondateur d’une culture spécifique, celle de la terracotta.
En 1419, Filippo Brunelleschi, choisit la terre cuite d'Impruneta pour construire la coupole de la cathédrale Santa Maria del Fiore à Florence, car ce matériau local offre à la fois des caractéristiques de solidité et de légèreté que seule la terre cuite peut donner : la voûte de la coupole n’a en effet aucune armature de soutien. L’architecte, très exigeant, prétendit que les briquetiers d’Impruneta fournissaient des matériaux parfaits. Il est possible qu’une technique et un gâchage différent, par rapport aux autres édifices florentins du XIe siècle, fut utilisée pour les briques de la coupole.
Le développement de la production voit apparaître de véritables dynasties de briquetiers : la famille Casini, les Falciani (qui donnèrent leur nom à un hameau près d’Impruneta), mais aussi les Vantini, les Soderi et les Vanni qui œuvrèrent au XVIIIe siècle, sans oublier les Ricceri et les Agresti, toujours actifs depuis le XVIIIe siècle.
À la fin du XVIIIe siècle il y eut un accroissement des briqueteries à la suite de l’abolition, par le Pierre Léopold Ier de Toscane, de la taxe sur les terres d’argiles  » et à une certaine liberté de vente des terres cuites. Les grandes transformations urbaines de Florence entrainèrent une période faste pour la production de la terre cuite. Les caractéristiques de l’argile locale furent étudiées avec l’intention d’en améliorer encore la qualité[réf. souhaitée].
Au début du XIXe , mais surtout à partir du début du  XXe siècle, certains procédés industriels furent introduits dans les poteries et permirent une production à plus grande échelle, plus particulièrement pour les matériaux destinés aux bâtiment[réf. souhaitée].
Actuellement, la production industrielle d’Impruneta s'est orientée principalement vers la réalisation de dallages en terre cuite haut de gamme et autres produits. La production artisanale de la terracotta reste basée sur des méthodes de travail manuelles. Assisté par un minimum de moyens mécaniques, toujours rudimentaires, l’artisan de la terre cuite d’Impruneta a maintenu son ancienne tradition de produits manufacturés, pour l’intérieur, pour le jardin ou pour la restauration de pièces anciennes[réf. souhaitée].

## De l'argile à la terre cuite
La terre d'Impruneta est très riche en Galestro dite « terre cuite antigel », un type particulier d'argile qui confère aux terres cuites des caractéristiques spéciales de résistance et de couleur, et surtout insensible au froid. 

### Extraction et préparation
L’argile galestro, élément de base pour la production de terre cuite d'Impruneta, est extraite des carrières à ciel ouvert, près d’Impruneta, entre les vallées des torrents Ema et Greve. La zone d’extraction est limitée – environ 200 km2 – par conséquent la valeur de ce matériau est remarquablement préservée. Géologiquement il appartient à l’ensemble allochtone, plus simplement il s’agit de terrains constitués de marnes calcaires et d’argiles écailleuses, limités à certaine zone d’Impruneta et de Greve[réf. souhaitée].
Parmi les composants chimiques les plus particuliers il faut citer l’oxyde de fer qui permet la coloration du produit cuit en un rouge spécifique, les sels de carbonates de calcium qui donnent au produit manufacturé fini des caractéristiques de perméabilité et de porosité particulièrement importantes pour les récipients en terre – vases de jardin, pots de fleurs – mais aussi pour les jarres à huile puisqu’ils empêchent les stagnations d’eau et assurent au contenu une bonne aération[réf. souhaitée].
L’argile extraite, conservée au soleil, doit être sélectionnée et séparée des nombreux matériaux à éliminer. Cette opération ne peut être que manuelle. Grâce à la mouture faite avec des lourdes machines à broyer, on obtient ensuite une poudre, plus ou moins granuleuse, passée au crible et mise dans un silo. À ce stade, la machine de gâchage et surtout l’habileté et l’expérience du briquetier forment un tout indispensable: la plasticité du produit final est tributaire de la proportion d’eau ajoutée[réf. souhaitée].

### Le travail de l'argile
L’artisan de l’impruneta travaille l’argile, selon une tradition ancienne, à la main et avec créativité. Un vase peut être par exemple modelé comme « une maquette », il existe des moules de plâtre, façonnés à leur tour à partir de formes anciennes, sur lesquels est étendu et modelé le matériau de base à la bonne épaisseur. Il faut attendre environ une journée pour que le travail ainsi réalisé sèche correctement, puis le moule est démonté et le travail de finition se fait à la main[réf. souhaitée].
La méthode de « travail en rond » est une ancienne technique de travail. Le moule est généralement en terre cuite et l’argile est ajoutée « par colombins » sur l’extérieur ; ici, c’est l’homme qui tourne autour du moule et non le contraire comme cela se fait avec le tour. Lorsque la terre est compacte, le produit manufacturé est retourné et, une fois que le moule est enlevé, le pot est terminé en ajoutant dans un second temps les bords et la décoration[réf. souhaitée].
Bien peu d’artisans sont aujourd’hui en mesure d’appliquer la technique la plus ancienne et la plus difficile, le « travail de fond ». Cela impressionne le spectateur qui assiste à la création, à partir d’une boule d’argile, d’un objet de dimensions parfois importantes, tel qu’une jarre ou un pot. Il n’y a pas de moules, mais seulement des dessins avec ses dimensions (hauteur, largeur) ; le produit manufacturé croît de 10 à 15 cm par jour et quelques semaines sont nécessaires pour qu'il soit terminé[réf. souhaitée].

### Séchage et cuisson
Les produits façonnés sont placés dans la cour et sous le porche de l'usine pour sécher, d’abord lentement pour éviter des fractures et des déformations : l’argile, en séchant, se rétracte, diminuant de volume de 10 à 15 %. Ils sont ensuite disposés dans de véritables séchoirs, en général d'anciens fours désaffectés, alimentés par de l’air chaud récupéré à partir du refroidissement des fours actifs. Le moment venu, les pots manufacturés sont entassés dans la chambre de cuisson, avec précaution, l’un sur l’autre mais séparés par des supports en matières réfractaire, une ancienne technique particulière qui demande beaucoup d’habileté et d’expérience[réf. souhaitée].
Le cycle de cuisson dans des fours, aujourd’hui alimentés au méthane, se décompose en deux phases : 22 à 24 heures sont nécessaires pour amener graduellement la température à 930 °C, ensuite 10 à 12 heures à cette température pour les stabiliser. Deux jours après la cuisson, il est possible d’enlever les produits façonnés du four, pour les baigner abondamment dans l’eau, pour éteindre la chaux à l’intérieur et les préparer à l’exposition et à la vente[réf. souhaitée].

## Label
La production d'Impruneta bénéficie du label Ceramica Artistica e Tradizionale.

## Promotion auprès du grand public
Afin de promouvoir la connaissance et la valorisation de la production de la céramique artistique et traditionnelle de la région, en 2008, a été institué un itinéraire nommé Strade della Ceramica, della Terracotta e del Gesso della Toscana (en français : « Route de la céramique, de la terre cuite et du gypse en Toscane »). Cet itinéraire, divisé en deux parties, permet dans un premier temps de visiter à pied le quartier des ateliers de potiers du centre historique d'Impruneta. La seconde partie, plus excentrée et conseillée en automobile, longe un parcours jalonné d'une carrière d'argile, de jardins, de façades et de toits de villas ou de maisons rurales ornés de jarres, de vases décoratifs et de statues ainsi que divers édifices décorés d'éléments architecturaux (piliers, arcs, lunettes…).
À noter que la tradition du cotto est enseignée prématurément aux enfants d'Impruneta : en fait, dès l'école élémentaire sont organisés la visite d'expositions ainsi que des ateliers de poterie où chaque élève peut se familiariser au travail artistique de la terre cuite.